# 克洛弗希爾 (新澤西州)
克洛弗希爾（英語：Cloverhill）是位於美國新澤西州亨特登縣及薩默塞特縣的非建制地區。

## 歷史
克洛弗希爾的郵局於1834年設立，其後於1930年停運。

## 地理
克洛弗希爾所處的海拔為高於海平面57米（即187英呎），而該地所採用的時區為UTC-5，即北美东部时区（EST）。同時該地設有夏令時間，為UTC-5調快一小時，即UTC-4（EDT）。